# Лучано Альф'єрі
Лучано Альф'єрі (італ. Luciano Alfieri; нар. 30 березня 1936, Мілан — пом.
2 лютого 2024, Мілан) — італійський футболіст, що грав на позиції воротаря.
Виступав, зокрема, за клуб «Мілан», а також олімпійську збірну Італії.

## Клубна кар'єра
Народився 30 березня 1936 року в місті Мілан. Вихованець футбольної школи клубу «Мілан». Не зігравши жодного матчу за першу команду, 1956 року був відправлений в річну оренду в «Сіракузу» із Серії С. Повернувшись в міланську команду, грав роль резервіста Джорджо Гецці. У складі «россонері» дебютував 9 березня 1958 року в програному матчі проти «Ювентуса" з рахунком 1:0. Це була його єдина гра в сезоні 1957/58, а у наступному він взагалі жодного разу не виходив у матчах Серії А, але команда виграла «скудетто». Протягом двох наступних сезонів за «Мілан» Альф'єрі провів у чемпіонаті 14 матчів (з яких 12 в одному сезоні 1959/60). У сезоні 1961/62 «Мілан» знову став чемпіоном Італії, але Альф'єрі і цього разу не провів за сезон жодного матчу в Серії А, після чого покинув клуб.
Після міланського досвіду виступав за «Лекко» в Серії В, де взяв участь в 22 матчах. У сезоні 1963/64 захищав кольори «Тревізо» із Серії С. Після закінчення сезону повернувся в рідний «Мілан», але так жодного разу не вийшов на поле в матчах чемпіонату і 1965 року завершив ігрову кар'єру.
За свою кар'єру загалом провів лише 15 матчів в Серії А і 22 матчі в Серії В.

## Виступи за збірну
1960 року захищав кольори олімпійської збірної Італії на Олімпіаді, де Італія посіла 4 місце, а Альфтері відіграв 5 матчів, пропустивши 6 м'ячів.

## Титули і досягнення
- Чемпіон Італії (2):

«Мілано»: 1958–59, 1961–62